# George Kelling
George Lee Kelling (Milwaukee, 21 de agosto de 1935-Hannover, Nuevo Hampshire, 15 de mayo de 2019) fue un criminólogo estadounidense, profesor en la Escuela de Justicia Criminal de la Universidad de Rutgers en Newark, miembro del Instituto de Investigación de Políticas de Manhattan y alto miembro de la Kennedy School of Government de la Universidad de Harvard. Anteriormente enseñó en la Universidad Northeastern.

## Biografía
Asistió al Seminario Teológico Luterano del Noroeste para estudiar teología durante dos años, pero no obtuvo ningún título. Recibió una licenciatura en filosofía de St. Olaf College en Northfield, Minnesota un MSW de la Universidad de Wisconsin-Milwaukee y un Ph.D. en bienestar social de la Universidad de Wisconsin-Madison en 1973, bajo Alfred Kadushin.
Al principio de su carrera él era un consejero de cuidado infantil y un oficial de libertad condicional, pero su carrera posterior fue en la academia. Autor de numerosos artículos, desarrolló la teoría de las ventanas rotas con James Q.Wilson y Catherine Coles.

## Muerte
Murió en Hanover, Nuevo Hampshire, el 15 de mayo de 2019 a los 83 años por complicaciones del cáncer.